# Сан-П'єтро-Інфіне
Сан-П'єтро-Інфіне (італ. San Pietro Infine) — муніципалітет в Італії, у регіоні Кампанія,  провінція Казерта.
Сан-П'єтро-Інфіне розташований на відстані близько 135 км на схід від Рима, 75 км на північ від Неаполя, 55 км на північний захід від Казерти.
Населення — 934 особи (2014).

## Демографія
Населення за роками:

Станом на 1 січня 2023 року в муніципалітеті офіційно проживало 28 іноземців з 11 країн, серед них 19 громадян країн Євросоюзу.

## Сусідні муніципалітети
- Міньяно-Монте-Лунго
- Сан-Вітторе-дель-Лаціо
- Венафро